# 핀란드 내무부
내무부(핀란드어: sisäministeriö; SM 시새미니스테리외; 앳새앰[*], 스웨덴어: Inrikesministeriet)는 핀란드 국가평의회의 산하 12개 부처 중 하나다. 대테러, 경찰, 소방, 구난, 국경경비, 이민 등 내무보안 관련 총체를 책임진다. 부서 수장은 내무장관이며, 상징은 청록색 사자이다.
2018년 기준 예산은 1,463,996,000 유로이고, 본청 직원은 190명이다.